# Оскар Кокошка
Оскар Кокошка (на немски: Oskar Kokoschka) е австрийски художник и писател от чешки произход, един от видните представители на експресионизма. Пише драми, поеми и проза.

## Биография
Роден е на 1 март 1886 г. в Пьохларн, Австрия.
Оскар Кокошка умира на 22 февруари 1980 г. във Вилньов, Швейцария.

## Творчество
Произведения за сцена
- 1907: Die träumenden Knaben
- 1907: Sphinx und Strohmann. Ein Curiosum. Komödie für Automaten (драма)
- 1908: Der weiße Tiertöter
- 1907/1910 und 1907/1916: Mörder, Hoffnung der Frauen (драма)
- 1911: Der brennende Dornbusch (драма)
- 1913: Allos Makar
- 1914: Zueignung
- 1917: Hiob (драма)
- 1918: Orpheus und Eurydike (драма)
- 1920: Daisy
- 1936 – 1938/1972: Comenius (драма)

## За него
- Wingler H.M. Oskar Kokoschka, the work of the painter. Salzburg: Galerie Welz, 1958
- Hodin J.P. Oskar Kokoschka; the artist and his time: a biographical study. Greenwich: New York Graphic Society, 1966
- Whitford F. Oskar Kokoschka, a life. New York: Atheneum, 1986
- Ernst Krenek, Oskar Kokoschka und die Geschichte von Orpheus und Eurydike / Hrsg. von Jürg Stenzl. Schliengen: Ed. Argus, 2005
- Klimt, Schiele, Moser, Kokoschka – Vienne 1900. Paris: Réunion des Musées Nationaux, 2005
- Klimt, Schiele, Kokoschka: Akt – Geste – Psyche. Heidelberg: Ed. Braus, 2006